# Felipe França
Felipe Alves França da Silva (Suzano, 14 de maio de 1987) é um nadador brasileiro. Suas especialidades são as provas de 50m e 100m peito. Na prova dos 50m peito, foi recordista mundial em piscina longa, e campeão mundial nas piscinas longa e curta. Nos 100m peito, foi campeão mundial em piscina curta, finalista olímpico, e bicampeão dos Jogos Pan-Americanos.
Felipe França é o maior vencedor individual em um mesmo campeonato mundial, com recorde de cinco ouros no Campeonato Mundial de Natação em Piscina Curta de 2014.

## Trajetória
Início
Felipe França começou a nadar muito cedo e, aos 10 anos, já competia pelo Esporte Clube União Suzano.
Aos 13 anos, seus pais se mudaram para o sul do país e Felipe França ficou morando no alojamento do clube. Aos 14 anos foi campeão brasileiro na categoria infantil II. Após passagem pela academia do Gustavo Borges em Curitiba, França se mudou para a capital, São Paulo e, em 2005, tornou-se atleta do Esporte Clube Pinheiros.
2008
Em abril de 2008 participou do Campeonato Mundial de Natação em Piscina Curta de 2008 na cidade de Manchester, onde obteve sexto lugar no revezamento 4x100 metros medley, 12º nos 100 metros peitoe 13º nos 50 metros peito.
Posteriormente, em maio, Felipe França obteve índice para os Jogos Olímpicos de Pequim na prova dos 100 metros peito, com o tempo de 1m01s17, obtendo a segunda vaga do Brasil. Porém, nas Olimpíadas, não conseguiu passar das eliminatórias; ficou em 22º lugar nos 100 metros peito e, participando do revezamento brasileiro do 4x100 metros medley, obteve o 14º lugar.
2009
Em 8 de maio de 2009, no Parque Aquático Maria Lenk, Felipe França obteve feito histórico ao bater o recorde mundial dos 50 metros peito, prova não-olímpica, com o tempo de 26s89.
Em 10 de julho participou da Universíade em Belgrado, na Sérvia, e ganhou a medalha de prata nos 50 metros peito.
No Mundial de Roma em 2009, após uma dura competição, Felipe França obteve a prata ao fazer o tempo de 26s76 na final, recorde da América. A medalha de ouro ficou com o sul-africano Cameron van der Burgh, que virou o novo recordista mundial com 26s67.
2010
Em agosto de 2010, no Campeonato Pan-Pacífico de Natação, em Irvine, nos Estados Unidos, Felipe obteve o ouro na prova dos 50 metros peito.
Em dezembro, no Campeonato Mundial de Natação em Piscina Curta de 2010, Felipe ganhou o ouro na prova dos 50 metros peito, derrotando o recordista mundial Cameron van der Burgh com o tempo de 25s95, recorde do campeonato; e a medalha de bronze na prova dos 100 metros peito com o tempo de 57s39. Juntamente com César Cielo, Guilherme Guido e Kaio Márcio de Almeida, bateu o recorde sul-americano dos 4x100 metros medley com o tempo de 3m23s12, obtendo a medalha de bronze.
2011

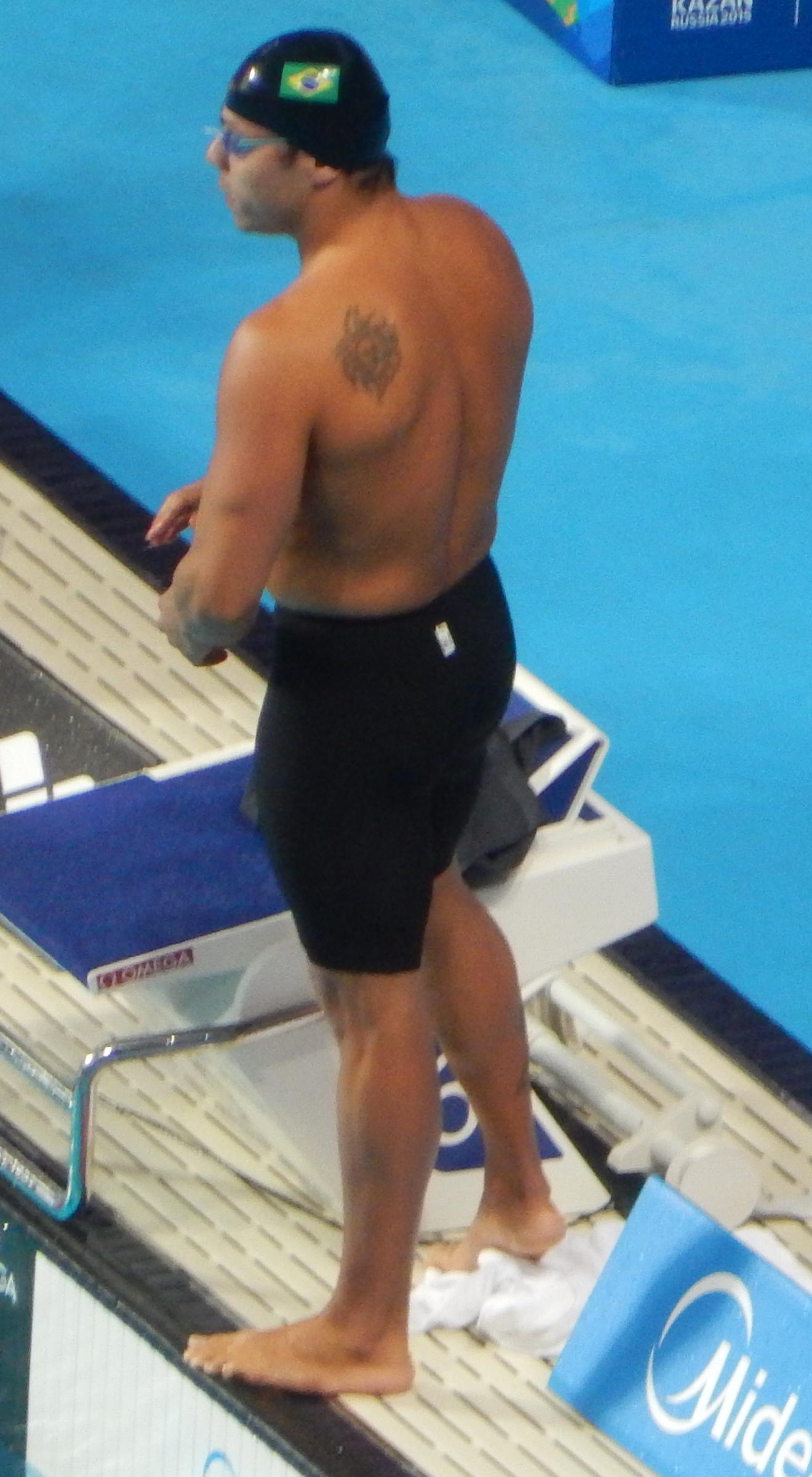
Felipe França em Kazan 2015

Em 2011, foi campeão mundial nos 50 metros nado peito. Nos Jogos Pan-Americanos de Guadalajara, em 2011, foi medalhista de ouro nos 100 metros peito e no revezamento 4 x 100 metros medley.
Vítima de dificuldades para controlar o peso, em 2011 Felipe realizou severa mudança alimentar, visto que o peso mais elevado acabava o atrapalhando nas provas disputadas em piscina longa (50 metros, distância usada em mundiais e olimpíadas). Felipe perdeu mais de dez quilos antes de participar do Campeonato Mundial de Esportes Aquáticos de 2011.
Em julho de 2011, durante o Campeonato Mundial em Xangai, França conquistou o ouro na prova dos 50 metros peito, superando novamente o recordista mundial Cameron van der Burgh.
Nos Jogos Pan-Americanos de 2011, Felipe ganhou o ouro na prova dos 100 metros peito e nos 4x100 metros medley
2012
Em abril de 2012, participando do Troféu Maria Lenk no Rio de Janeiro, e visando garantir o índice olímpico para os Jogos Olímpicos de Londres em 2012 e também visando obter uma medalha olímpica na prova dos 100 metros peito, Felipe França obteve a marca de 59s63 nas eliminatórias da prova. Nos 50 metros peito fez o melhor tempo do mundo no ano, 26s87, próximo de seu recorde da América, de 26s76.
Criou-se uma expectativa de que Felipe França teria chance de medalha nos 100 metros peito nos Jogos Olímpicos de Verão de 2012 em Londres, devido a esse resultado. Porém, nos jogos, ele não conseguiu nadar abaixo do um minuto, terminando em 12º lugar. A marca de 59s63 daria a ele o quinto lugar na final olímpica de 2012, onde o bronze foi obtido com 59s49. O maior rival de Felipe França, Cameron Van der Burgh, obteve o ouro olímpico e o recorde mundial dos 100 metros peito.  França também participou dos 4x100 metros medley, terminando em 15º lugar.
2013
Depois da decepção em Londres, França chegou a engordar 20 quilos e chegou aos 115 quilos. Segundo o próprio França, "somente em setembro de 2013 comecei a perder peso e a querer novamente corrigir o rumo. Tudo com os pés bem presos ao chão e com muita disciplina". Com isso, não obteve resultados expressivos no ano, mas se recuperaria para o ano seguinte, reaparecendo melhor do que nunca. 
2014
No Campeonato Pan-Pacífico de Natação de 2014 em Gold Coast, na Austrália, Felipe ganhou uma medalha de prata nos 100 metros peito. Ele também terminou em quarto lugar no revezamento 4x100 metros medley, junto com Guilherme Guido, Thiago Pereira e Marcelo Chierighini, e em 13º lugar na eliminatória dos 200 metros peito, não tendo nadado a final B. 
Em 4 de setembro de 2014, no Troféu José Finkel (competição de piscina curta) em Guaratinguetá, ele quebrou o recorde das 3 Américas nos 100 metros peito, com o tempo de 56s25.
No Campeonato Mundial de Natação em Piscina Curta de 2014, Felipe conquistou no mesmo dia, 4 de dezembro, três medalhas de ouro: no revezamento 4x50 medley medley  na equipe também formada por César Cielo, Nicholas Santos e Guilherme Guido, na prova dos 100 metros peito  e no revezamento 4x50 metros medley misto  em equipe formada por Nicholas Santos, Etiene Medeiros e Larissa Oliveira. Felipe bateu o recorde do campeonato nos 100 metros peito, com a marca de 56s29. No revezamento 4x50 medley medley masculino, o Brasil ganhou o ouro e obtendo o recorde mundial com a marca de 1m30s51.  No revezamento 4x50 metros medley misto, o Brasil ganhou a prova batendo o recorde sul-americano com o tempo de 1m37s26, quase batendo o recorde mundial dos Estados Unidos, de 1m37s17.No dia 7 de dezembro, Felipe conquistou mais duas medalhas de ouro: na prova dos 50 metros peito,  batendo o recorde das 3 Américas, e o da competição, com a marca de 25s63, e no revezamento 4x100 metros medley, na equipe também formada por César Cielo, Marcos Macedo e Guilherme Guido, com a marca de 3m21s14, recorde sul-americano. As conquistas das cinco medalhas de ouro tornaram Felipe o maior vencedor individual do campeonato mundial em Doha, além do brasileiro que mais venceu em um único mundial. No total, a equipe brasileira conquistou sete medalhas de ouro, terminando em primeiro lugar no quadro de medalhas. pela primeira vez na história.
2015
Nos Jogos Pan-Americanos de 2015 em Toronto, no Canadá, França ganhou a medalha de ouro no revezamento 4×100 metros medley, onde foi quebrado o recorde do Pan com o tempo de 3m32s68, com a equipe formada por ele, Marcelo Chierighini, Guilherme Guido e Arthur Mendes. Antes, ele já havia ganho uma medalha de ouro nos 100 metros peito, quando quebrou o recorde do Pan com o tempo de 59s21, terceiro melhor tempo do mundo da prova em 2015.
No Campeonato Mundial de Esportes Aquáticos de 2015, França passou pelas eliminatórias da prova dos 100 metros peito com o tempo de 59s56; na semifinal, ele forçou excessivamente a prova, perdendo velocidade no final e piorando seu tempo (59s89), terminando apenas na 11º colocação. Nos 50 metros peito, França se classificou para a final com o quarto melhor tempo, 26s87, sua melhor marca desde 2012.  Na final, curiosamente, ele terminou em quarto lugar, repetindo o mesmo tempo da semifinal. Também terminou em 38º nos 200 metros peito. 
2016
Felipe França participou dos Jogos Olímpicos de Verão de 2016 no Rio de Janeiro e, na final dos 100 metros peito, chegou em sétimo lugar, com o tempo de 59s38.

## Recordes
Felipe França é o atual detentor dos seguintes recordes:
| Prova                    | Marca   | Data                  | Recorde        | Tipo de piscina |
| ------------------------ | ------- | --------------------- | -------------- | --------------- |
| 50 metros peito          | 26s76   | 29 de julho de 2009   | das 3 Américas | longa           |
| 50 metros peito          | 25s63   | 7 de dezembro de 2014 | das 3 Américas | curta           |
| 100 metros peito         | 56s25   | 4 de setembro de 2014 | das 3 Américas | curta           |
| 4x50 metros medley       | 1m30s51 | 4 de dezembro de 2014 | Mundial        | curta           |
| 4x100 metros medley      | 3m21s14 | 7 de dezembro de 2014 | Sul-Americano  | curta           |
| 4x50 metros medley misto | 1m37s26 | 4 de dezembro de 2014 | Sul-Americano  | curta           |

Felipe também é ex-detentor dos seguintes recordes:
| Prova           | Marca | Data              | Recorde | Tipo de piscina |
| --------------- | ----- | ----------------- | ------- | --------------- |
| 50 metros peito | 26s89 | 8 de maio de 2009 | Mundial | longa           |

## Principais resultados
| Ano  | Torneio                             | Local                         | Prova                    | Resultado | Marca   | Recorde                                    |
| ---- | ----------------------------------- | ----------------------------- | ------------------------ | --------- | ------- | ------------------------------------------ |
| 2009 | Universíada                         | Belgrado, Sérvia              | 50 metros peito          | 2º        | 27.23   |                                            |
| 2009 | Campeonato Mundial                  | Roma, Itália                  | 50 metros peito          | 2º        | 26.76   | Recorde da América                         |
| 2010 | Pan-Pacífico                        | Irvine, Estados Unidos        | 50 metros peito          | 1º        | 27.26   |                                            |
| 2010 | Campeonato Mundial em Piscina Curta | Dubai, Emirados Árabes Unidos | 50 metros peito          | 1º        | 25.95   | Recorde do campeonato                      |
| 2010 | Campeonato Mundial em Piscina Curta | Dubai, Emirados Árabes Unidos | 100 metros peito         | 3º        | 57.39   |                                            |
| 2010 | Campeonato Mundial em Piscina Curta | Dubai, Emirados Árabes Unidos | 4x100 metros medley      | 3º        | 3:23.12 | Recorde sul-americano                      |
| 2011 | Campeonato Mundial                  | Xangai, China                 | 50 metros peito          | 1º        | 27.01   |                                            |
| 2011 | Jogos Pan-americanos                | Guadalajara, México           | 100 metros peito         | 1º        | 1:00.34 |                                            |
| 2011 | Jogos Pan-americanos                | Guadalajara, México           | 4x100 metros medley      | 1º        | 3:34.58 |                                            |
| 2014 | Pan-Pacífico                        | Gold Coast, Austrália         | 100 metros peito         | 2º        | 59.82   |                                            |
| 2014 | Campeonato Mundial em Piscina Curta | Doha, Qatar                   | 50 metros peito          | 1º        | 25.63   | Recorde do campeonato · Recorde da América |
| 2014 | Campeonato Mundial em Piscina Curta | Doha, Qatar                   | 100 metros peito         | 1º        | 56.29   | Recorde do campeonato                      |
| 2014 | Campeonato Mundial em Piscina Curta | Doha, Qatar                   | 4x50 metros medley       | 1º        | 1:30.51 | Recorde mundial                            |
| 2014 | Campeonato Mundial em Piscina Curta | Doha, Qatar                   | 4x100 metros medley      | 1º        | 3:21.14 | Recorde sul-americano                      |
| 2014 | Campeonato Mundial em Piscina Curta | Doha, Qatar                   | 4x50 metros medley misto | 1º        | 1:37.26 | Recorde sul-americano                      |